# Dianthus japonicus
Dianthus japonicus är en nejlikväxtart som beskrevs av C.P. Thunberg och A. Murray. Dianthus japonicus ingår i släktet nejlikor, och familjen nejlikväxter. Utöver nominatformen finns också underarten D. j. albiflorus.

## Bildgalleri

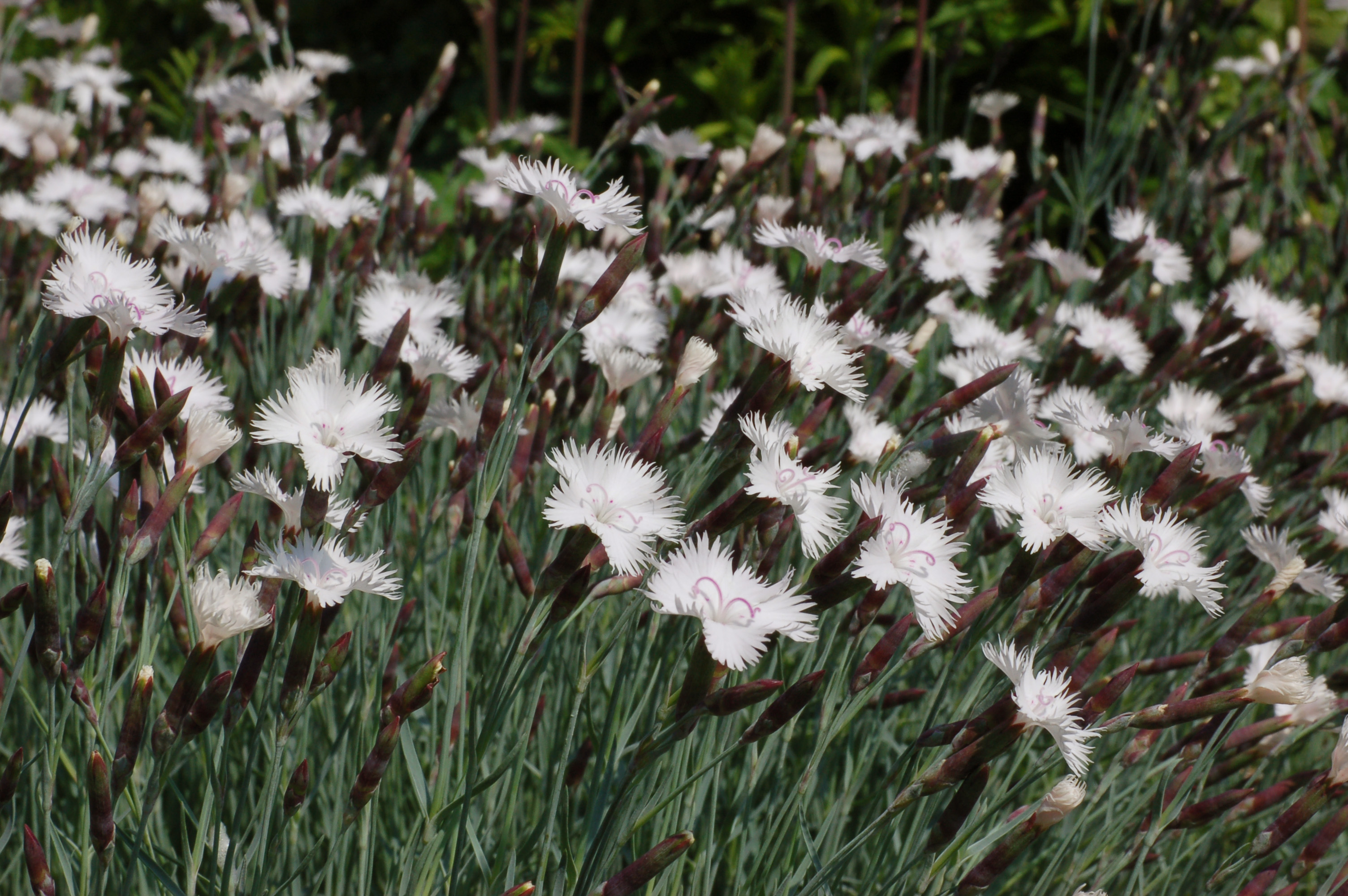
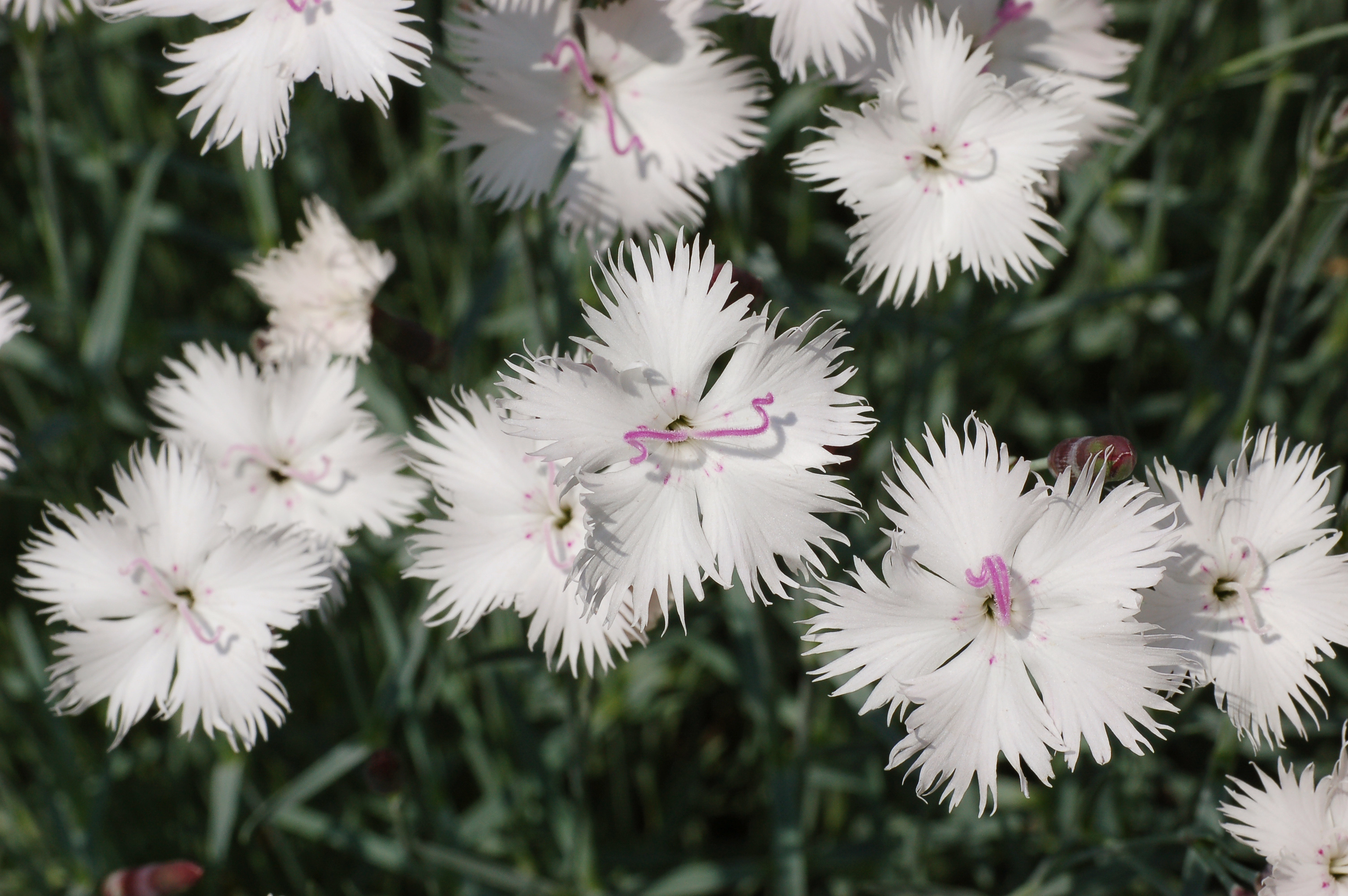
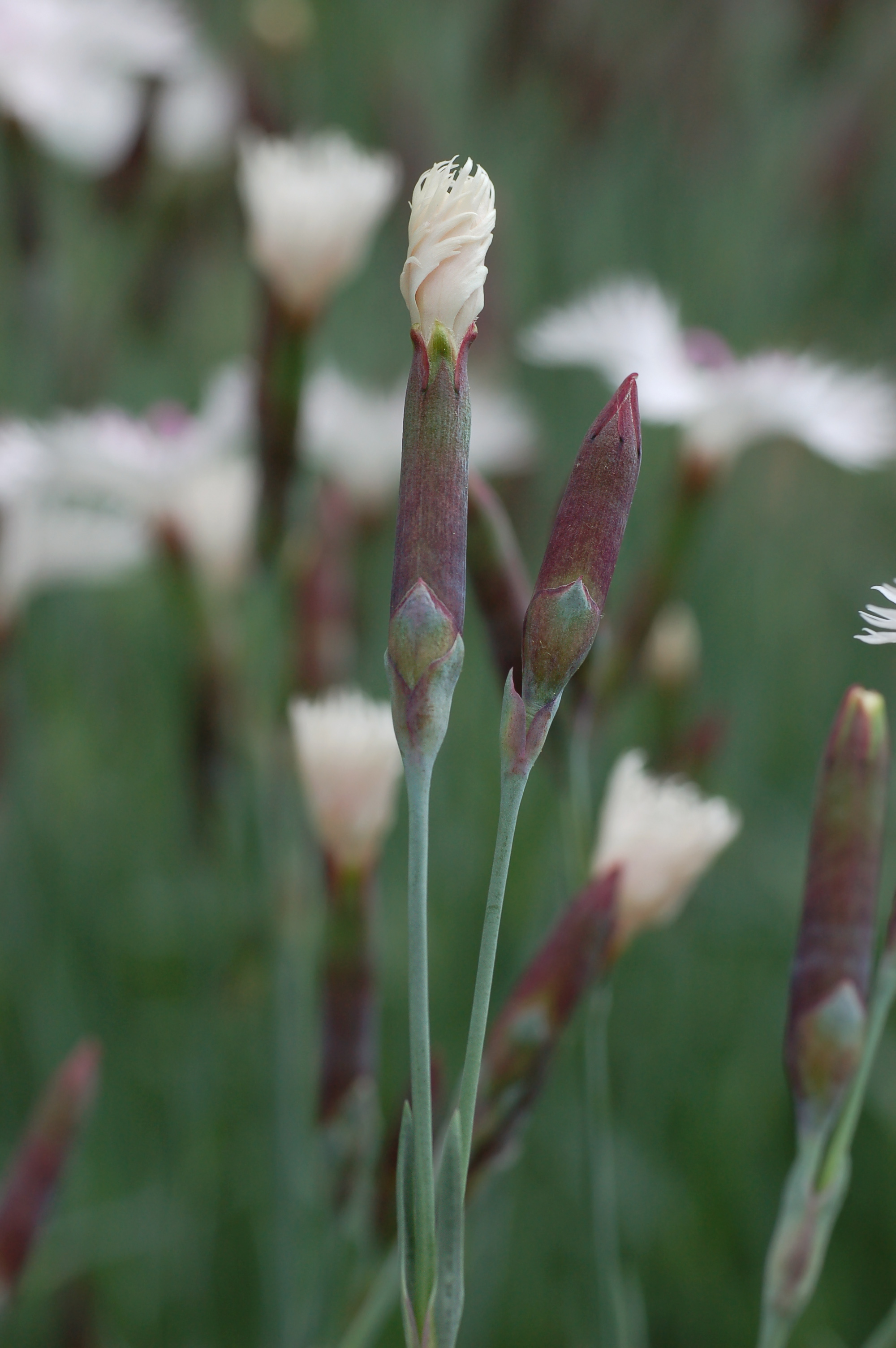
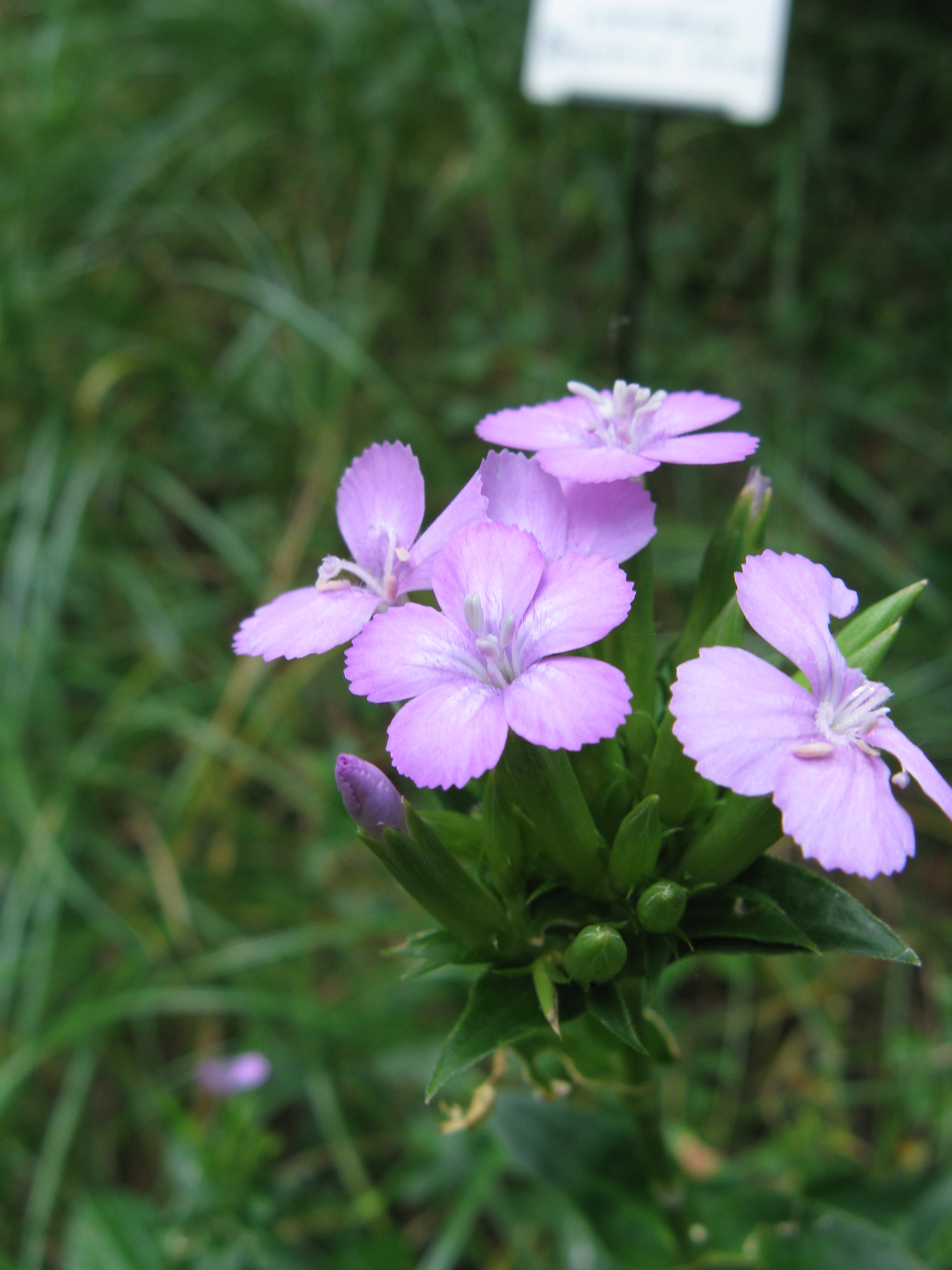
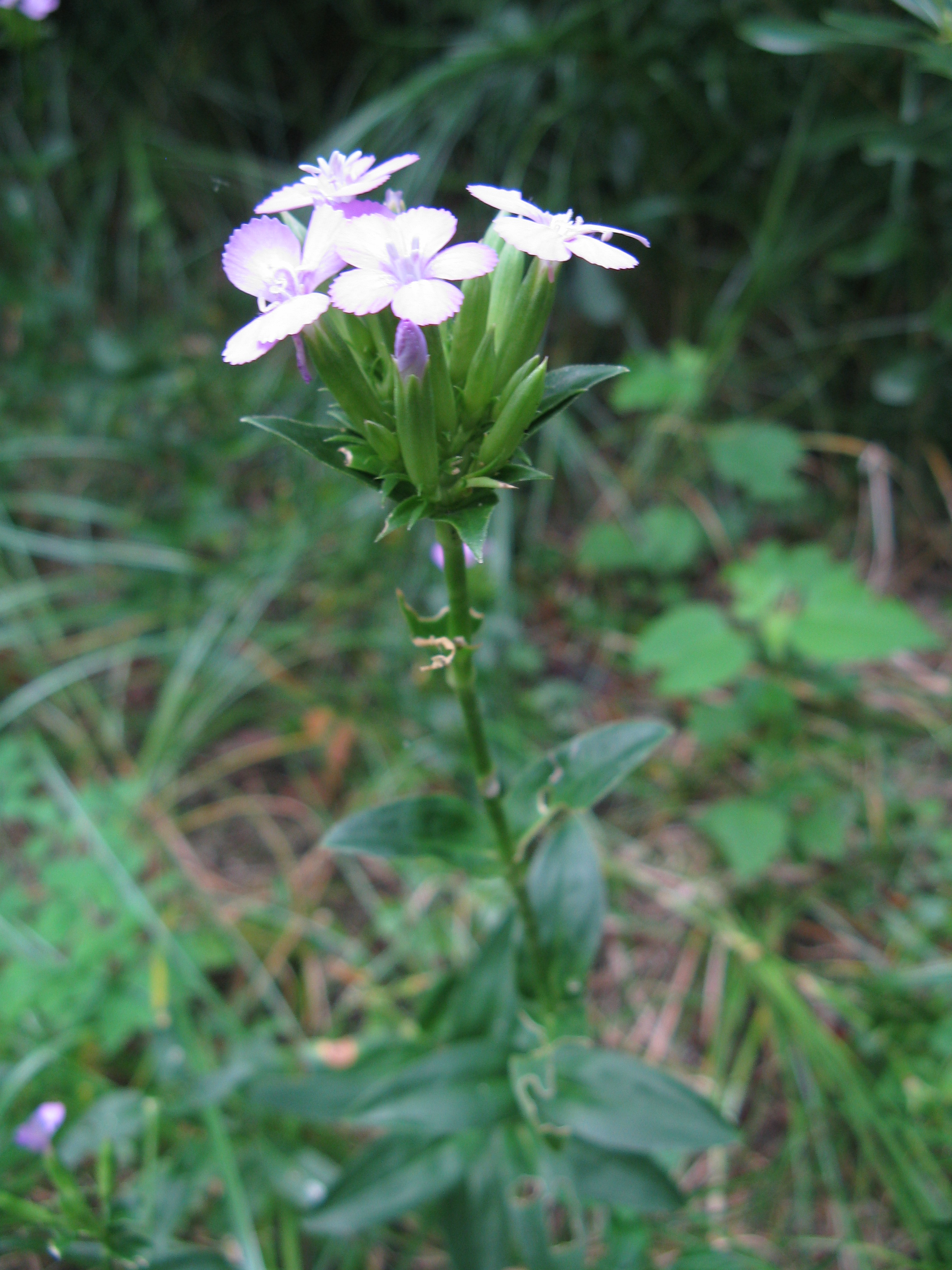